# کوه استنلی (بریتیش کلمبیا)
کوه استنلی (به انگلیسی: Stanley Peak) یک کوه در کانادا است که در بریتیش کلمبیا واقع شده‌است. کوه استنلی ۳٬۱۵۵ متر بالاتر از سطح دریا واقع شده‌است.